# Steve Cupolo
Stephen „Steve“ Cupolo (* 22. Mai 1957 in Niagara Falls, Ontario) ist ein ehemaliger italo-kanadischer Eishockeyspieler, der im Verlauf seiner aktiven Karriere unter anderem für den Diavoli HC Milano und Asiago Hockey in der italienischen Serie A gespielt hat. Sein Vater Bill und sein Bruder Mark waren ebenfalls italienische Nationalspieler.

## Karriere
Cupolo war von 1974 bis 1977 drei Spielzeiten für das Franchise der St. Catharines Black Hawks in der Ontario Hockey Association aktiv, welches zur Saison 1976/77 in seine Geburtsstadt Niagara Falls umzog und fortan unter dem Namen Niagara Falls Flyers firmierte. Das Spieljahr 1977/78 verbrachte der Italo-Kanadier erstmals in Italien und lief dort in der Folge zwei Spielzeiten für den Diavoli HC Milano auf. Seine letzten beiden Saisons verbrachte der Doppelbürger beim Ligakonkurrenten Asiago Hockey. Anschließend beendete er seine aktive Karriere. 

### International
Cupolo vertrat Italien bei der C-WM 1979, bei der er in sieben Spielen mit zwei Toren und vier Assists zum Aufstieg in die B-Gruppe beitrug. Bei der folgenden B-WM 1981 stand der Center erneut im Aufgebot Italiens, wobei er in sieben Spielen vier Treffer erzielte und eine Torvorlage gab. Zum Turnierende gelang den Azzurri der Durchmarsch in die A-Gruppe. Außerdem stand er 1980 im Rahmen der Thayer Tutt Trophy im Einsatz, nachdem Italien zuvor die Qualifikation für die Olympischen Winterspiele in Lake Placid verfehlt hatte. Cupolo beendete das Turnier gemeinsam mit DDR-Stürmer Jürgen Franke als Topscorer, während Italien Platz fünf belegte.

## Erfolge und Auszeichnungen
- 1979 Aufstieg in die B-Gruppe bei der C-Weltmeisterschaft
- 1980 Topscorer der Thayer Tutt Trophy (gemeinsam mit Jürgen Franke)
- 1981 Aufstieg in die A-Gruppe bei der B-Weltmeisterschaft

## Karrierestatistik

### International
Vertrat Italien bei:
- C-Weltmeisterschaft 1979
- Thayer Tutt Trophy 1980
- B-Weltmeisterschaft 1981

(Legende zur Spielerstatistik: Sp oder GP = absolvierte Spiele; T oder G = erzielte Tore; V oder A = erzielte Assists; Pkt oder Pts = erzielte Scorerpunkte; SM oder PIM = erhaltene Strafminuten; +/− = Plus/Minus-Bilanz; PP = erzielte Überzahltore; SH = erzielte Unterzahltore; GW = erzielte Siegtore; 1 Play-downs/Relegation; Kursiv: Statistik nicht vollständig)